# Lijst van rijksmonumenten in Nieuw-Loosdrecht
De plaats Nieuw-Loosdrecht telt 44 inschrijvingen in het rijksmonumentenregister. Hieronder een overzicht.
| Object | Oorspronkelijke functie?  | Bouwjaar                          | Architect | Locatie                              | Coördinaten?                 | Nr.?   | Afbeelding        |
| --- | ------------------------- | --------------------------------- | --------- | ------------------------------------ | ---------------------------- | ------ | ----------------- |
| Lage woning | Woonhuis                  | 18e eeuw.                         |           | Nieuw Loosdrechtsedijk 9-13          | 52° 12' 15" NB, 5° 7' 48" OL | 26172  | Meer afbeeldingen |
| Tolhuis, gepleisterde woning met rieten dak                                                                                | Woonhuis                  | 19e eeuw                          |           | Nieuw Loosdrechtsedijk 15            | 52° 12' 14" NB, 5° 7' 49" OL | 26173  | Meer afbeeldingen |
| Boerderij, klein dwarshuis                                                                                                 | Boerderij                 | 18e eeuw                          |           | Nieuw Loosdrechtsedijk 27            | 52° 12' 8" NB, 5° 7' 57" OL  | 26175  | Meer afbeeldingen |
| Boerderij, langhuis | Boerderij                 |                                   |           | Nieuw Loosdrechtsedijk 31,37         | 52° 12' 7" NB, 5° 7' 57" OL  | 26176  | Meer afbeeldingen |
| Boerderij, dwarshuis met dubbele topgevels, rietgedekt                                                                     | Boerderij                 | 17e eeuw                          |           | Nieuw Loosdrechtsedijk 47,49         | 52° 11' 58" NB, 5° 8' 5" OL  | 26177  | Meer afbeeldingen |
| Boerderij, gepleisterd langhuis, met riet gedekt, afgewolfd dak voorgevel                                                  | Boerderij                 |                                   |           | Nieuw Loosdrechtsedijk 57            | 52° 11' 57" NB, 5° 8' 5" OL  | 26178  | Meer afbeeldingen |
| Boerderij, gepleisterd dwarshuis, met riet gedekt                                                                          | Boerderij                 | 17e eeuw                          |           | Nieuw Loosdrechtsedijk 87,89         | 52° 11' 48" NB, 5° 7' 52" OL | 26180  | Meer afbeeldingen |
| Boerderij met puntgevel en links uitgebouwde zijkamer onder zadeldak, aansluitend tegen een puntgevel. Rechts onderkelderd | Boerderij                 | 17e eeuw                          |           | Nieuw Loosdrechtsedijk 91            | 52° 11' 46" NB, 5° 7' 49" OL | 26181  | Meer afbeeldingen |
| Boerderij, langhuis, oude roeden                                                                                           | Boerderij                 | 18e eeuw                          |           | Nieuw Loosdrechtsedijk 105           | 52° 11' 43" NB, 5° 7' 42" OL | 26182  | Meer afbeeldingen |
| Pand met gepleisterde topgevel                                                                                             | Boerderij                 | 18e eeuw                          |           | Nieuw Loosdrechtsedijk 139,141       | 52° 11' 37" NB, 5° 7' 27" OL | 26183  | Meer afbeeldingen |
| Oude pastorie, gepleisterde lijstgevel                                                                                     | Kerkelijke dienstwoning   | 18e eeuw                          |           | Nieuw Loosdrechtsedijk 169           | 52° 11' 33" NB, 5° 7' 18" OL | 26184  | Meer afbeeldingen |
| Sypekerk | Kerk en kerkonderdeel     | 15e eeuw                          |           | Nieuw Loosdrechtsedijk 171           | 52° 11' 34" NB, 5° 7' 16" OL | 26185  | Meer afbeeldingen |
| Boerderij, laag langhuis                                                                                                   | Boerderij                 | 18e eeuw                          |           | Nieuw Loosdrechtsedijk 173           | 52° 11' 33" NB, 5° 7' 14" OL | 26186  | Meer afbeeldingen |
| Boerderij, langhuis, topgevel                                                                                              | Boerderij                 | 18e eeuw                          |           | Nieuw Loosdrechtsedijk 175           | 52° 11' 33" NB, 5° 7' 12" OL | 26187  | Meer afbeeldingen |
| Boerderij, langhuis, topgevel                                                                                              | Boerderij                 | 18e eeuw                          |           | Nieuw Loosdrechtsedijk 179,181       | 52° 11' 32" NB, 5° 7' 10" OL | 26188  | Meer afbeeldingen |
| Op een buitenplaats met modern landhuis een hoekhuis met mansardedak                                                       | Kasteel, buitenplaats     | 19e eeuw                          |           | Nieuw Loosdrechtsedijk 8             | 52° 12' 7" NB, 5° 7' 43" OL  | 26189  | Meer afbeeldingen |
| Boerderij, langhuis, fraai exemplaar met topgevel                                                                          | Boerderij                 | 18e eeuw                          |           | Nieuw Loosdrechtsedijk 14,16,18      | 52° 12' 7" NB, 5° 7' 56" OL  | 26190  | Meer afbeeldingen |
| Boerderij Hilverzicht, gepleisterd langhuis                                                                                | Boerderij                 | 18e eeuw                          |           | Nieuw Loosdrechtsedijk 42            | 52° 11' 59" NB, 5° 8' 2" OL  | 26191  | Meer afbeeldingen |
| Boerderij, gepleisterd langhuis                                                                                            | Boerderij                 |                                   |           | Nieuw Loosdrechtsedijk 56            | 52° 11' 56" NB, 5° 8' 1" OL  | 26192  | Meer afbeeldingen |
| De Grutterij | Boerderij                 | 17e eeuw                          |           | Nieuw Loosdrechtsedijk 86            | 52° 11' 48" NB, 5° 7' 49" OL | 26193  | Meer afbeeldingen |
| Gepleisterde boerderij, langhuis, rieten dak                                                                               | Boerderij                 | 18e eeuw                          |           | Nieuw Loosdrechtsedijk 94            | 52° 11' 46" NB, 5° 7' 44" OL | 26194  | Meer afbeeldingen |
| Laag gepleisterd huis in topgevel eindigend                                                                                | Woonhuis                  |                                   |           | Nieuw Loosdrechtsedijk 152           | 52° 11' 36" NB, 5° 7' 19" OL | 26195  | Meer afbeeldingen |
| Gepleisterde lage woning met lijstgevel, in topgevels eindigend                                                            | Woonhuis                  | 18e eeuw                          |           | Nieuw Loosdrechtsedijk 160,162       | 52° 11' 35" NB, 5° 7' 16" OL | 26196  | Meer afbeeldingen |
| Lage woning met topgevel                                                                                                   | Woonhuis                  |                                   |           | Nieuw Loosdrechtsedijk 164,166       | 52° 11' 35" NB, 5° 7' 15" OL | 26197  | Meer afbeeldingen |
| Kasteel Sypesteyn | Kasteel, buitenplaats     |                                   |           | Nieuw Loosdrechtsedijk 150           | 52° 11' 37" NB, 5° 7' 21" OL | 419788 | Meer afbeeldingen |
| Kasteel Sypesteyn, poortgebouw                                                                                             | Tuin, park en plantsoen   | eerste kwart 20e eeuw             |           | Nieuw Loosdrechtsedijk bij 150       | 52° 11' 37" NB, 5° 7' 21" OL | 419790 | Meer afbeeldingen |
| Kasteel Sypesteyn, portiersgebouw                                                                                          | Bijgebouwen kastelen enz. | 1911                              |           | Nieuw Loosdrechtsedijk 146A          | 52° 11' 37" NB, 5° 7' 21" OL | 419791 | Meer afbeeldingen |
| Kasteel Sypesteyn, portiersgebouw                                                                                          | Bijgebouwen kastelen enz. | 1907                              |           | Nieuw Loosdrechtsedijk 148           | 52° 11' 37" NB, 5° 7' 25" OL | 419792 | Meer afbeeldingen |
| Kasteel Sypesteyn, toegangshek                                                                                             | Erfscheiding              | 18e eeuw                          |           | Nieuw Loosdrechtsedijk 146A          | 52° 11' 38" NB, 5° 7' 26" OL | 419793 | Meer afbeeldingen |
| Kasteel Sypesteyn, waterput                                                                                                | Straatmeubilair           | eerste kwart 20e eeuw (betonrand) |           | Nieuw Loosdrechtsedijk tegenover 148 | 52° 11' 37" NB, 5° 7' 25" OL | 419794 | Upload foto       |
| Kasteel Sypesteyn, poort                                                                                                   | Tuin, park en plantsoen   | eerste kwart 20e eeuw             |           | Nieuw Loosdrechtsedijk bij 150       | 52° 11' 37" NB, 5° 7' 21" OL | 419795 | Meer afbeeldingen |
| Kasteel Sypesteyn, duiker                                                                                                  | Waterweg, werf en haven   | eerste kwart 20e eeuw             |           | Nieuw Loosdrechtsedijk bij 150       | 52° 11' 47" NB, 5° 7' 9" OL  | 419796 | Upload foto       |
| Kasteel Sypesteyn, duiker                                                                                                  | Waterweg, werf en haven   | eerste kwart 20e eeuw             |           | Nieuw Loosdrechtsedijk bij 146A      | 52° 11' 38" NB, 5° 7' 26" OL | 419798 | Upload foto       |
| Terrein waarin overblijfselen van de voorburcht en het voormalige kasteel sijpestein                                       | Archeologisch monument    | 15e-17e eeuw                      |           |                                      | 52° 11' 39" NB, 5° 7' 22" OL | 45756  | Upload foto       |
| Eikenrode: hoofdplaats | Kasteel, buitenplaats     |                                   |           | Nieuw Loosdrechtsedijk 21            | 52° 12' 13" NB, 5° 8' 4" OL  | 506228 | Meer afbeeldingen |
| Eikenrode: historische tuin-en parkaanleg                                                                                  | Tuin, park en plantsoen   | 1872                              |           | Nieuw Loosdrechtsedijk 21            | 52° 12' 7" NB, 5° 7' 60" OL  | 508011 | Meer afbeeldingen |
| Eikenrode: oranjerie en koetshuis                                                                                          | Bijgebouwen kastelen enz. | mdde 19e eeuw                     |           | Nieuw Loosdrechtsedijk 19            | 52° 12' 15" NB, 5° 7' 58" OL | 508012 | Meer afbeeldingen |
| Eikenrode: grafkapel | Bijgebouwen kastelen enz. | 1860                              |           | Nieuw Loosdrechtsedijk 23            | 52° 12' 16" NB, 5° 8' 14" OL | 508014 | Meer afbeeldingen |
| Labor Vincit | Woonhuis                  | 1908                              |           | Nieuw Loosdrechtsedijk 41            | 52° 12' 4" NB, 5° 8' 1" OL   | 514713 | Labor Vincit      |
| De Kikkert | Sport en recreatie        | 1934                              |           | Nieuw Loosdrechtsedijk 256           | 52° 11' 12" NB, 5° 4' 51" OL | 514715 | De Kikkert        |
| Kasteel Sypesteyn, tuin en park                                                                                            | Tuin, park en plantsoen   | 1907-1927                         |           | Nieuw Loosdrechtsedijk bij 150       | 52° 11' 47" NB, 5° 7' 9" OL  | 519642 | Meer afbeeldingen |
| Kasteel Sypesteyn, collectie van hekken                                                                                    | Tuin, park en plantsoen   | 17e en 18e eeuw                   |           | Nieuw Loosdrechtsedijk bij 150       | 52° 11' 47" NB, 5° 7' 9" OL  | 519643 | Meer afbeeldingen |
| Kasteel Sypesteyn, tuinhuisje                                                                                              | Tuin, park en plantsoen   | begin 20e eeuw                    |           | Nieuw Loosdrechtsedijk bij 150       | 52° 11' 47" NB, 5° 7' 9" OL  | 519644 | Meer afbeeldingen |
| Kasteel Sypesteyn, fontein en tuinvazen                                                                                    | Tuin, park en plantsoen   | 17e/18e eeuw                      |           | Nieuw Loosdrechtsedijk bij 150       | 52° 11' 47" NB, 5° 7' 9" OL  | 519645 | Meer afbeeldingen |